# Fortaleza de Manar
A Fortaleza de São Jorge de Manar é uma fortificação no Sri Lanka fundada pelos portugueses em 1560. Foi conquistada pela Companhia Holandesa das Índias Orientais em 1658.
A fortaleza de Manar foi o primeiro estabelecimento militar português no Reino de Jafanapatão e remonta à campanha levada a cabo pelo governador D. Constantino de Bragança em 1650. O forte era quadrado e tinha três baluartes. A guarnição era de 150 soldados. Tinha por função pressionar o rei de Jafanapatão, vigiar a navegação no Golfo de Manar, a pescaria de aljôfre e ainda apoiar a fortaleza de Colombo. O primeiro capitão, Manuel Rodrigues Coutinho encaminhou para a ilha de Manar centenas de pescadores paravas da Costa da Pescaria, incluindo moradores de Punicale. Tinha uma igreja e um hospital. Os moradores de Mannar tinham abandonado a ilha para fugir às crueldades do rei de Jafanapatão, que tentara massacrar todos os cristãos de Mannar mas regressaram de bom grado quando a ilha foi ocupada pelos portugueses e converteram-se ao cristianismo mais 200 moradores. Mannar foi também o centro de um sistema tributário que os portugueses estabeleceram no norte e leste de Ceilão ao longo das décadas de 60, 70 e 80 de quinhentos.
O forte foi conquistado pelos holandeses em 1658, que o reforçaram. Passou para as mãos do Império Britânico em 1795.
Actualmente o Departamento de Arqueologia do Sri Lanka ocupa o forte.